# Gruzijci
Gruzijci ili Gruzini, ili kako sebe nazivaju Kartveli (gruzijski: ქართველები, romanizirano: kartvelebi) etnička su skupina prisutna u Zakavkazju. Gruzijci su jedini konstitutivni narod i najbrojnija etnička skupina u Gruziji. 
Gruzijski jezik pripada među kartvelske jezike. Po vjeri Gruzijci su većinom pravoslavci (kršćanstvo je u Gruziji uspostavljeno u prvoj polovici 4. stoljeća), neki su muslimani (među njima Adžari i Lazi). Gruzijski jezik ima posebno pismo i bogatu literaturu još od 5. stoljeća, i tiskarstvo od 1709.

## Geografske podskupine
| Ime              | Ime u gruzijskom    | Geografska regija    | Dijalekt/jezik             |
| ---------------- | ------------------- | -------------------- | -------------------------- |
| Adžarci          | აჭარელი ač'areli    | Adžarija             | Adžarski dijalekt          |
| Mtiulci          | მთიულები Mtiuli     | Mtiuleti             | Mtiuletski dijalekt        |
| Džavahi          | ჯავახი džavahi      | Džavahetija          | Džavaški dijalekt          |
| Gurijci          | გურული guruli       | Gurija               | Gurijski dijalekt          |
| Imeretinci       | იმერელი imereli     | Imeretija            | Imeretinski dijalekt       |
| Kahetinci        | კახელი kaheli       | Kahetija             | Kahetinski dijalekt        |
| Kartlijci        | ქართლელი kartleli   | Kartli               | Kartlijski dijalekt        |
| Hevsurci         | ხევსური hevsuri     | Hevsureti            | Hevsurski dijalekt         |
| Lečhumci         | ლეჩხუმელი lečhumeli | Lečhumi              | Lečhumski dijalekt         |
| Mingreli/Megreli | მეგრელი megreli     | Mingrelija/Megrelija | Mingrelski/megrelski jezik |
| Meshetinci       | მესხი meshi         | Meshetija            | Meshetinski dijalekt       |
| Mohevci          | მოხევე moheve       | Hevi                 | Mohevski dijalekt          |
| Pšavi            | ფშაველი pšaveli     | Pšavija              | Pšavski dijalekt           |
| Račinci          | რაჭველი rahveli     | Rača                 | Račinski dijalekt          |
| Svani            | სვანი svani         | Svanetija            | Svanski jezik              |
| Tušinci          | თუში tuši           | Tušetija             | Tušinski dijalekt          |

### Podskupine izvan suvremen Gruzije
| Ime        | Ime u gruzijskom                          | Geografska regija                                    | Dijalekt/jezik       |
| ---------- | ----------------------------------------- | ---------------------------------------------------- | -------------------- |
| Čveneburi  | ჩვენებური čveneburi                       | Crno More (Turska)                                   | Gruzijski jezik      |
| Ferejdanci | ფერეიდანლები pereidanlebi                 | Ferejdan, Isfahanska pokrajina (Iran)                | Ferejdanski dijalekt |
| Imerhevci  | შავშები, იმერხევლები šavšebi, imerhevlebi | Šavšeti (Turska)                                     | Imherevski dijalekt  |
| Ingilojci  | ინგილოები ingiloebi                       | Heretija, Saingilo, Zakataljski rajon, (Azerbajdžan) | Ingilojski dijalekt  |
| Klardžani  | კლარჯები klardžebi                        | Klardžeti (Turska)                                   | Imherevski dijalekt  |
| Lazi       | ლაზები lazebi                             | Lazistan (Turska)                                    | Laski jezik          |

### Izumrle podskupine
| Ime    | Ime u gruzijskom | Geografska regija                 | Dijalekt/jezik    |
| ------ | ---------------- | --------------------------------- | ----------------- |
| Dvalji | დვალები dvalebi  | Sjeverna Osetija-Alanija (Rusija) | Dvaljski dijalekt |